# Бриер де Буамон, Александр-Жак-Франсуа
Александр Жак Франсуа Бриер де Буамон (фр. Alexandre-Jacques-François Brière de Boismont; 18 октября 1797, Руан — 25 декабря 1881, Сен-Манде) — французский врач-психиатр и военврач.

## Биография
Александр Жак Франсуа Бриер де Буамон родился 18 октября 1797 года в городе Руане. В 1825 году он получил докторскую степень в Париже, а затем работал врачом в столичном доме престарелых госпожи Марсель Сент-Коломб.
Во время польского восстания в 1831 году был послан национальным польским комитетом в Польшу, где состоял при войсках в качестве врача и одновременно провёл важные исследования эпидемии холеры свирепствовавшей в стране.
В 1838 году Бриер де Буамон был назначен директором частного дома престарелых на улице Нев-Сент-Женевьев, расположенной недалеко от Пантеона Парижа.
С 1859 года Александр Жак Франсуа Бриер де Буамон занимался медициной в Сен-Манде.
Бриер де Буаммон был автором многочисленных публикаций в нескольких областях медицины, включая гигиену, судебную медицину и анатомию, но наиболее известен своими работами в области психиатрии.

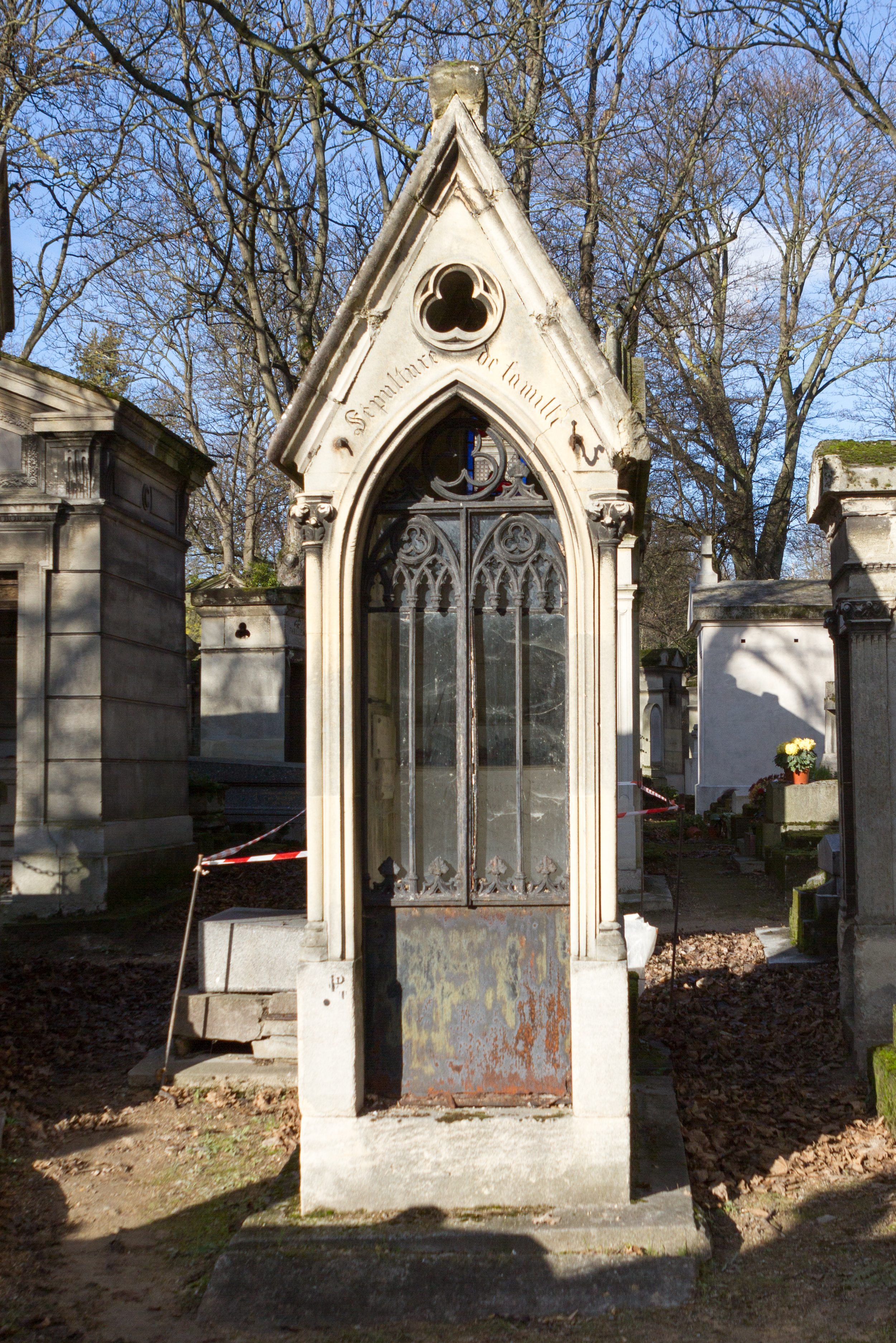
Могила Бриера де Буамона (Пер-Лашез)

В 1845 году он опубликовал «Галлюцинации», «История появления призраков», «Видения», «Песни», «Экстаза», «Магнетизм и сомнамбулизм», историческое исследование галлюцинаций, которые, по его мнению, составляли значительную часть психологической истории человечества. В 1853 году эта книга была переведена на английский язык как «Галлюцинации», или «Рациональная история видений, снов, экстаза, магнетизма и сомнамбулизма».
В 1856 году он опубликовал всеобъемлющее исследование самоубийств под названием «Du suicide et de la folie suicide».
Вместе с доктором Жюлем Байярже (1809—1890) и другими медиками он был соредактором «Annales médico-psychologiques».
В 1862 году Бриер де Буаммон дал раннее описание того, что позже стало известно как синдром Клейне-Левина (KLS).
Александр Жак Франсуа Бриер де Буамон умер 25 декабря 1881 года в Сен-Манде и был погребён на кладбище Пер-Лашез.
Его заслуги перед отечеством были отмечены орденом Почётного легиона.